# 토모드 모브로튼
토모드 크누천 "톰" 모브로튼(영어: Tormod Knutsen "Tom" Mobraaten, 노르웨이어: Tormod Knutsen "Tom" Mobraaten 토르모드 크누트센 "톰" 모브로텐[*], 1910년 2월 19일 ~ 1991년 6월 10일)은 캐나다의 스키 선수이다. 노르웨이의 콩스베르그에서 태어났으며, 스키 점프, 크로스컨트리 스키, 노르딕 복합 등 동계 종목에서 활약을 했다. 그는 가르미슈파르텐키르헨에서 열린 1936년 동계 올림픽과 스위스 장크트모리츠에서 열린 1948년 동계 올림픽에 참가했다.